# Evàgores d'Ègion
Evàgores d'Ègion (en llatí Evagoras, en grec antic Εὐαγόρας) fou un polític grec de la Lliga Aquea que va viure al segle ii aC.
Critolau el va acusar de revelar les decisions de l'assemblea aquea als romans l'any 146 aC. L'esmenta Polibi (Històries XXXVIII.5).